# Геркулес (самоскид)
KAMAZ-6561 («Геркулес») — російський великотоннажний кар'єрний самоскид з зчленованою конструкцією шасі і капотним компонуванням, що випускається ВАТ «КАМАЗ» з червня 2021 року.

## Опис
Серійно автомобіль виробляється з червня 2021 року. Він призначається для перевезення сипучих вантажів як по асфальту, так і по бездоріжжю. Також автомобіль застосовується для видобутку корисних копалин і при розробці кар'єрних родовищ і шахт, для чого на борту встановлена система ADAS 5 рівня, яка забезпечує автономний рух. Крім режиму дистанційного керування, автомобіль також експлуатується за участю водія в кабіні.
Автомобіль не вимагає підзарядки від зарядної станції, оскільки двигун внутрішнього згоряння приводить в дію генератор постійного струму, що надає енергію тягового електродвигуна і заряд акумулятора. Енергія автомобіля додається за рахунок гальмування при спуску. Витрата палива — 15 %.
Кабіна обладнана карп'ютером, монітором, кнопками перемикання режиму руху і розвантаження, а також каркасом, що запобігає перекиданню транспортного засобу. Для допомоги водієві автомобіль обладнаний сенсорами, радарами, лідарами і відеокамерами.
З 2024 року планується випуск модифікації з дизельним двигуном внутрішнього згоряння KAMAZ-6558.